# 湘南爆走族
『湘南爆走族』（しょうなんばくそうぞく）は、吉田聡による暴走族漫画、およびそれを原作とした映画とアニメ。略称は『湘爆（しょうばく）』。

## 概要
神奈川県の湘南海岸を舞台とし、2代目リーダーの江口洋助をはじめとする暴走族「湘南爆走族」メンバー5人と、地獄の軍団など他の暴走族などの登場人物やグループを中心に友情や恋愛などを描いた漫画。現在まで続く、暴走族・ヤンキー漫画の嚆矢である。
主人公である江口の一人舞台になることは少なく、他のメンバーやライバル達も各々の個性を確立せさ、それぞれのキャラクターをクローズアップしたストーリーが見られるのも本作の特徴。
連載ではギャグメインで一話完結が基本だが、江口と権田のタイマン勝負やボクシングに打ち込む権田のエピソード、族同士の抗争編などシリアスな展開の数話に渡る長編もある。
1982年3月、『少年KING』3号で読み切りとして登場した。その後、同年12月正式に連載が開始された。単行本は全16巻、別巻全1巻。湘南爆走族を中心とした「月刊・湘南爆走族」も発刊されている。
映画化・アニメ化前の1984～85年に、2作のイメージアルバムが日本コロムビアからLP（アナログレコード）でリリースされている。
1987年に江口洋介主演で実写映画化され、それに平行してOVAも12作製作されており、主題歌は元横浜銀蝿の翔、HOUND DOG、LOUDNESS、Mr.Children、杉山清貴、実写で主演した江口洋介などが歌っている。エンディング曲は田中律子も参加している。OVAは1991年10月時点で、7作目までで15万本を販売した。
2007年の4月から、完全版コミックスが講談社から刊行された。全14巻。最終巻である14巻は完全新作で収録されている。宮崎駿も、当作品を傑作と吉田の他書の解説で評価している。
スピンオフ作品として、江口達と同じ時期に高校生だった5人組の活動を描いた、『湘南グラフィティ』が1988年から1989年に掲載された。また、同作者の作品である『荒くれKNIGHT』のエピソードの中で、登場人物たちが読んでいる漫画として湘南爆走族が劇中作として登場している。
本作の誕生40周年と吉田聡画業40周年を記念して、『ヤングチャンピオン』で『湘南爆走族 ファースト フラッグ』が2022年No.3から連載中。

## 創作経緯
吉田聡が出版社に都度都度作品を持ち込むも苦戦が続き、自身がキャロルやクールスらのロックンロールが好きだったことから、地元の実話を絡めて創作し、出版社に持ち込んだら「これで読み切り一本描いてごらん」と言われたことが連載の始まりという。

## あらすじ
波打際高校の手芸部部長を務める江口洋助は、湘南界隈で幅を利かせる暴走族・『湘南爆走族』の2代目リーダーでもある。抜群のバイクテクニックとケンカの強さを武器に、仲間たちと出会い、走り、ライバル達と戦う。バイクを通じて友情に恋に喧嘩に、その青春を充実させていく。

## 組織
『湘南爆走族』に登場する暴走族。赤い一つ星のマークがシンボル。正式名称は「PURPLE　HIGHWAY　OF　ANGELS 湘南爆走族」。メンバーは二代目リーダー江口洋助、親衛隊長石川晃、特攻隊長丸川角児、リーダー補佐原沢良美、その他桜井信二の5名。メンバーは少ないが、湘南地区でナンバーワンと言われる実力を誇る。元々は茂岡義重らが結成し、初代リーダーは桃山マコ。

## 登場人物
担当声優は、特筆ない限りOVA版でのキャスト。

### 湘南爆走族
江口 洋助（えぐち ようすけ）
声 - 翔（第1作）、塩沢兼人（2作目以降）、緑川光（パチンコ版）
湘南爆走族2代目リーダー。紫色のリーゼントパーマ（通称スーパーリーゼント）が特徴。学ランは洋ランにドカン。手芸の腕はプロ級で、波打際高校第26代目総番にして、第26代目手芸部部長でもある。通称「手芸のえっちゃん」。バイクのテクニックや喧嘩の強さは常軌を逸しており、湘南周辺だけなく他の地域にまで「紫トサカの滅茶苦茶強い男」としてその名は知れ渡っている。中学時代は助っ人として不良を何十人も相手にして1人で勝つなど、喧嘩は強かったが不良とは縁遠い存在であった。手芸店へ買い物に行く途中、彼の自転車の運転技術が後継者を探していた桃山マコの目に留まり2代目リーダーを襲名することになる。
字が下手で手芸部に入部する際に書いた入部届の名前を、先代の部長に「ミエロシ ヒツジスケ」（ミエロシ羊助→江口洋助）と読まれていた。愛車はGS400改ファイアパターン仕様とパッソル。ヤナギヤポマード愛用。自分の愛車をフレームから組み立てるなど、バイクに詳しくメンバーのバイクの調子が悪い時は彼が面倒を見ている。サーフィンは中学時代からやっていたが、高2まで泳げなかった。奥手で両想いの津山に告白もできず3年間を過ごしたが卒業前に告白し正式に交際した。後に津山と結婚した事が「そのたくさんが愛のなか。」で描かれた。
石川 晃
声 - 塩沢兼人（第1作）、山口健（2作目以降）
湘南爆走族親衛隊長。太い眉毛に3色メッシュが特徴。学ランは短ランにボンタン。元・赤潮中学の番格。血の気が多く短気でナンパ気質もある。通称「弾丸小僧」。中学時代は先生・生徒見境無く暴力を振るい孤立していた。友達も居なかったためギターで寂しさを紛らわす一面もあった。そんな一匹狼である彼が唯一憧れ、参加を夢見ていた初代湘爆は高校入学時に解散していた。その上同学年で無名の江口が2代目を継いだ事に納得がいかず、一方的にリーダーお及び波高番格の座を賭けてタイマンを挑むが敗北を喫す。江口に心酔した彼は、2代目湘南爆走族に参加。その後、自分を変えようと努力し以前のような見境無く暴力を振るう事も無くなり、湘爆のメンバーたちと悪乗りに興じたりしている。銭湯で海パンを履くと言う、らしからぬ癖がある。チームで唯一正式に交際しており、交際相手の三好民子には滅法弱い。頭に血が昇った彼を止める事が出来るのは、江口と民子だけである。江口とのコンビは通称「湘爆の光と影」と呼ばれていた。
愛車はCB400T改。実家は八百屋の「有限会社 八百石」で、父親は龍の彫り物をいれており言動からも元極道を連想させる。ケイバポマードを愛用。趣味は人生ゲームで、修学旅行にも持ち込むほどで、本人曰く「これほど奥の深いゲームは無い」。機械音痴らしく、家電品を触るとなぜか壊してしまう。後に民子と結婚して八百石を継いだ事が「そのたくさんが愛のなか。」で描かれた。
丸川 角児
声 - 佐藤正治
湘南爆走族特攻隊長。モヒカン頭が最大の特徴。学ランは洋ランにボンタン。元・師用中学の番格。通称「踊るケンカ屋」。普段はひょうきんな性格で、中学時代の後輩や友人からの信頼も厚い。その反面、何度か民子に女の子を紹介してもらっているが湘爆の悪ノリに巻き込まれ上手くいかず、女関係では良い目にあう事がない。しかし下級生女子などからの人気はあり、野村と言う同級生女子から年賀状を貰っていることも明らかになっている。彼の住む団地は毎年元旦の湘爆メンバーの溜り場になっているのだが、大騒ぎをするので丸川の母に叱られたり追い出されるまでが行事となっている。先代特攻隊長同様、他チームの同行や火種を事前に情報収集しており、後輩のコージが情報を定期的に伝えている様である。
愛車はロケットカウルのKH400改。モヒカン頭は誰よりも目立つゆえ標的にされやすいのだが、「喧嘩するのなら俺から狙え」という初代特攻隊長の決意表明を受け継いでいる。因みにヘルメットまでもモヒカン仕様である。オレンジポマードを愛用。小学生の弟と妹がいる。
原沢 良美
声 - 郷里大輔
湘南爆走族リーダー補佐。アフロリーゼント、口髭、体格の大きさ（原作の設定では182cm）が特徴。学ランはセンターベンツ無しの洋ランにドカン。元・近遠中学の番格。実家の商売が工務店のせいか、怪力無双のパワーを持つ。通称「怒涛の怪腕」。メンバーの中で最もオッサン臭く、桜井信二の父親と間違われたこともある。江口と初対面時に真っ先に喧嘩を売って、江口の蹴り1発で返り討ちにされる。江口と石川のタイマン後、誰よりも早く江口に頭を下げ2代目湘爆に参加した。その際に「面白い男に会えた」と語っている所から、中学生の番格には物足りなさを感じていた事が伺える。
父がうるさいため免許は持たず、いつも桜井の後ろで旗持ちをしている。一度、他の湘爆メンバーに内緒で津山よし子や三好民子と一緒に原付免許を取ろうとした。しかし、仲間外れにされてイラついていた江口に危険を感じ、調子に乗らせてお手本をさせた所、江口は大怪我をしてしまった。それを見た津山と三好はあっさりと免許の取得を止めたため、自身も取得を諦めている。4輪免許はチーム内最速で取得し卒業式には車（ローレル）で乗り付ける。褌愛好者。渚という可愛い彼女がいて、遠距離恋愛中。バイタリスヘアリキッド愛用。
桜井 信二
声 - 山口健（第1作）、目黒光祐（2作目以降）
湘南爆走族・その他。角刈り頭と防塵マスク、タレ目の糸目（細い目）が特徴。学ランは短ランにドカン。原沢と同様に元・近遠中学の番格。メンバー5人の中で唯一肩書きを持たず最も目立たないが、本人いわくチームの隠し味。江口曰「俺の足りない分チームを支えてくれる、スゲエ頼りになる」とのこと。サングラスやマスクを外すとやさしそうな顔で、性格を含めて好青年にしか見えないが喧嘩は他メンバー同様に強い。実家は新聞屋で配達の描写も多い。愛車はGT380。普段はサングラスに防塵マスクと全く表情がわからない扮装をしている。入浴時にはシャンプーハットを使っている。
原沢といい勝負の硬派であり、浮ついた事が苦手。丸川に誘われてナンパに出掛けるも、とんでもない行動に出てしまう程である。そんな彼も七瀬との淡く苦い恋の経験を経て、江口に告白できない飯村の相談役を務めるなど、女性に渋みを感じさせるキャラに成長した。

### 波打際高校手芸部
津山 よし子
声 - 鶴ひろみ
本作のヒロイン。波打際高校手芸部副部長。真面目な性格。手芸部後輩部員からの信頼も厚いしっかり者の優等生キャラ。運動は苦手。部長でありながら部に出てこない江口を常にサポートしている影の部長である。そのため、一時期は彼女が部長だと学校中に誤解されたこともある。
江口とはお互いに意識しあう友達以上恋人未満の微妙な関係であったが、卒業目前にして淡い恋を実らせた。黒ぶちメガネをかけている。
三好 民子
声 - 富沢美智恵
波打際高校手芸部員。石川の恋人。積極的な性格で、喧嘩している石川を止めようとすることも度々ある。通称「タミー」だが石川ら湘爆メンバーは「民さん」と呼ぶ。中学時代は眠り姫と渾名されており、1年の時も授業中は寝ていたようだ。手芸部では少ない運営費の中、部を切り盛りしている凄腕会計。運動神経抜群で足が速い。また1ヶ月の間に束になるほどラブレターをもらうなど作中きってのモテキャラでもある。後に石川晃と結婚して八百屋を継ぎ男子を出産し、その息子が教師になった事が「そのたくさんが愛のなか。」で描かれた。
嶋田 小枝（こずえ）
声 - 西原久美子（第7作）、藤野とも子（第12作）、相沢舞（パチンコ版）
手芸部部員。学年は江口らの一つ下。江口引退後、第27代手芸部部長に就任。韮崎（渾名・スジエモン）と言う彼氏がいる。つぶらな瞳が特徴。
大久保 春子
声 - 上村典子（第4,7作）、大塚みずえ（第12作）
手芸部部員。嶋田の同級生。食い意地が張っている為か、かなり太っている。
千葉ちゃん
手芸部部員。桜井のファンで憧れている。波打際高校と仲の悪い北川野高校の永井と微妙な関係を中学時代から続けている。

### 波打際高校生徒
小泉 洋市
声 - 龍田直樹（第4,7作）、里内信夫（第12作）
波打際高校生徒会長。体育祭の際、棒倒しで男子総出の喧嘩祭りになっている時、一人実況を熱くしていたが大仏に強制的に参加させられ悲惨な目に遭う。また、卒業式の答辞の最中、石川に紙パチンコを立て続けに後頭部にぶつけられ途切れ途切れの演説になる等、イタズラの標的にもされている。
俵 伸一
声 - 阪口大助
江口等と同級生で湘爆の様なツッパリに憧れる坊ちゃん刈りの気弱な少年。夏休み明けにリーゼントにサングラスの姿でデビューし、周囲を驚かせる。後輩の女の子に真面目な方が良いと言われ、イジメっ子に泣きながら挑みツッパリの道を諦める。いわゆるオタクであり、コミケやモデルガンを好む。作者である吉田聡がいち早くオタクギャグを取り入れ、世の中に伝えた。
飯村 冴子
声 - 萩森侚子
江口と同じクラスの少女。学級委員長。江口に恋心を抱き3年間過ごすも、津山に遠慮し傍観していた。修学旅行時に一緒に外出しようと誘ったのが、唯一の精一杯。3年時に江口に告白しようと決心し、桜井に相談するも結局何も出来ずに終わる。最後は桜井のバイクに載せて貰い、泣きながら江口への想いの三年間に別れを告げる。
品川、川崎
俵をイジメていた二人組。ツッパリデビューした俵をさらにイジメようとするが、俵の逆襲に遭い引き分けた模様。以後俵と普通に接している。
箕輪
江口等と同級生のツッパリ。「波高の箕輪のオヤブン」の通り名はツッパリの中では有名。波打際高校の男子生徒の中でも数少ない湘爆のメンバーと対等に話が出来る人物ではあるが、湘爆の面々の悪ノリには若干ついていけない。見た目とは裏腹な純な心を持つ。
大谷 春治
通称「デコピンの春治」。闇の番長として各校の番長を葬り去って来たらしく、江口をターゲットに波打際高校に転入。春治のデコピンは湘爆メンバーを次々と餌食にして行くが、毎日啓助のデコピンで起こされている江口には通じず、最後にはじゃんけんの後出しがバレて強烈なデコピンをもらい敗北した。
結局その後別の学校に転校したのち、テツとノブという子分を従えて湘南に帰還。江口に再び勝負を挑むがあっけなく蹴散らされ、そのまま湘南に居ついた模様。

### 波打際高校教員
向田 正平
声 - 田中和実、川津泰彦（パチンコ版）
波打際高校の教師。生活指導主任。江口他湘爆メンバーとの衝突が絶えない（原因は主に５人の素行不良）。江口の代で有名な中学の番格達が集まったのは、新入生徒審査の際にカリフォルニアに旅行に行ってしまったからである。
徳竹 俊二
声 - 平野正人（第7,11作）、風間信彦（第12作）
波打際高校の教師。江口の担任。真面目な性格であり江口が苦手。避難訓練では生徒そっちのけで熱くなっていた。
白鳥
声 - 小林通孝
波打際高校の教師。歌舞伎の連獅子のような風貌をしている。手芸部顧問。放任主義で部に顔を出すことは少ない。
大仏
声 - 安西正弘（第7作）、川津泰彦（第12作）
大仏そっくりの体育会系教師。「おさらぎ」と読む。かなりの武闘派らしく、お礼参り返り討ちの連勝記録を作っている。
毒島 一発（ぶすじま　いっぱつ）
波打際高校に赴任してきた新米教師。暴走族やツッパリを嫌う。江口とは過去にじえんとる麺で面識があり、茂岡義重らのパシリでよくイジメられていたことが明らかに。あだ名は「ゼッペキ（絶壁頭から）」。
当初は湘爆を目の敵にしていたが、あとになって江口と対面したことで自分が絡んでいたのが湘爆だと気づき、そのまま辞職。製麺屋のバイトに転職した。

### 湘南爆走族OB・OG
茂岡 義重
声 - 嵐ヨシユキ（第1作）、よしださとし（第2作）、西村知道（第4-7作）、玄田哲章（第8-11作）、岸野幸正（第12作）、麻生智久（パチンコ版）
湘南爆走族OB。初代湘爆親衛隊長で初代湘爆四天王の一人。砂岡中学出身で元波打際高校総番。江口の先代の総番になるが、茂岡も江口も一年から番を張ったため、25代総番なのか22代総番なのかは現時点では不明。通称「シゲさん」。2代目湘爆時はラーメン屋「じえんとる麺」の店主。湘南爆走族メンバー5人の溜まり場がじえんとる麺になっているせいか、最も登場頻度が高いOB。メンバーの悪乗りに巻き込まれることも多い。湘爆OBであり、「じえんとる麺」が2代目メンバーたちの溜まり場となっている事から、本人が全く知らない所で店が周辺の不良達の聖地のようになっている。その為この店でラーメンを食べることが一種のステイタスとなっている。
湘爆結成前は喧嘩でもバイクテクでも負けたことがなく、波高では1年生で番格になるなど、何においても無敵を誇っていた。そのせいで他人を少し見下しており、周りとは若干空回りを起こしていた。有り余った力を何処にぶつけていいかも分からず迷走していたが、ケンカ等悪い事をやめて全開で走るチームを作るべくポスター張って追加の仲間を募る。当初はマスコットで誘ったはずの桃山マコとリーダーをかけたバイク対決になり、敗北を喫し初めて相手を認める事を覚えてリーダーを譲る。マコに心底惚れた彼は誰よりも彼女と一緒に居る時間を長く出来る様に親衛隊長を選んだ。園都成高校番格の大橋にタイマンで勝ち、地獄の番人総長の釘崎も倒し鬼の様に強いと恐れられており現時点では、この世代での最強キャラである（作中最強の江口啓介とは面識が無い。啓介の友人の源さんとは知り合いである）。湘爆引退後は満福軒で修行し「ラーメンSHOPじえんとる麺」を開業。後にマコと結婚した。湘爆時代の愛車はZ400。
トレードマークのサングラスは大橋の物を山田経由で手に入れた、学生時代は一発軒でバイトをしていた。
「湘南爆走族」は前述の通り次のステージに行くため、全開で走る事を理想として茂岡を中心に集まった5人(茂岡、芳木、山田、柴田、大橋=代理の一発軒店主)のグループが母体となっている。いわゆる湘爆生みの親である。
桃山 マコ
声 - 佐々木優子（第8作）、藤巻恵理子（第12作）、庄司宇芽香（パチンコ版）
湘南爆走族初代リーダーで海浜女子学園出身。抜群のライディングテクニックを持ち「バイクに乗らせりゃ関東一」は江口以前は彼女の代名詞であった。小野をリーダーとする横浜の「無明」をぶっちぎり、自称親衛隊として付きまとわれる。茂岡が立ち上げかけていたチームに自らリーダー希望で勝負を挑み、自信があった茂岡をいとも簡単にブッチぎって湘爆初代リーダーを襲名。茂岡達が結成前に理想としていたチームを体現させた。引退後は短大を卒業し東京で石橋商事のOLをしていたが、その後湘南に戻り茂岡と結婚した。愛車は短編ではファイヤーパターンの400SS（マッハⅡ）だったが、ファーストフラッグではファイヤーパターンの500SS（マッハⅢ）。
芳木 幸介
声 - 小林通孝
初代湘爆副リーダー。砂岡中学出身。そばかすの目立つ優しげな顔をしているが、中学時代は茂岡、山田とつるんでかなりのワルだったらしい。湘爆結成当初には良識派で、直情的に新たな理想から外れかける茂岡を諌める。平山輪業もしくは大山モータースに勤める。
大橋 数基
声 - 銀河万丈
初代湘爆四天王の一人。中学時代は、黒潮中の青オニと呼ばれていたほど程喧嘩は強く、園都成高では1年生で番格になる有名な武闘派。無敗を誇っていたが、茂岡とのタイマンで初めてめて引き分ける。その後の再戦で初黒星を喫するが、実力は伯仲している。自他共に認める初代湘爆の重鎮。口数が少なくいつも冷静で無愛想だが、顔に似合わず誰よりも仲間思いである。湘爆引退後は家業の造り酒屋の息子として修行中。湘爆引退頃には明るいキャラになっている。湘爆時代の愛車はRD400。
山田 和夫
声 - 田中和実
砂岡中学出身で波頭工業高校を1年で番格になるが後に中退、湘爆四天王の一人。サラリーマンながら初代湘爆に参加。茂岡とは中学からの付き合いで、近辺に噂が流れる程の喧嘩が強かった。初代湘爆全員が桃山マコのファンであるが、彼のみは結成当初から意中の相手がおり、唯一袖にした貴重な男として茂岡やコースケからイジられる。前述の年上の白石砂知子と同棲を経て結婚した。式には初代と2代目のメンバー多数が参加し、その際江口に人生の三つの幸せな瞬間を教える。愛車はGS400で江口のバイクのタンクは彼から譲り受けたものである。
山田と白石の恋物語は、本作だけでなくスピンオフ作品に度々登場している。
小野 郡司
声 - 千葉繁
初代湘爆四天王の一人。元横浜の暴走族「無明」のリーダー。無明時代にからかい半分で桃山マコを追っかけたが全く前に出れず、その走りと美貌に惚れ込んだ彼らはチーム全体で桃山マコの自称親衛隊を名乗って追っかけをしていた。マコと同じチームで走る事を希望していたが、「燃焼室（ハート）が熱くない」事を理由に断られ続けてた。成り行きではあったが、マコと茂岡の公道レースに追走し共鳴しあった2人の立会人となる。「無明」丸ごとを親衛隊に改編して初代湘爆結成に参加したが、茂岡の顔を立てて親衛隊長は譲る。湘爆へは横浜からの越境参加である。
柴田
初代湘爆特攻隊長。中学時代は茂岡グループとは別であったが友人であり特に山田とは仲が良い。それなりに根性が入っており四天王の推薦で特攻隊長に選ばれた。一時は四天王の影に隠れチームのウィークポイントになったが、髪型をチーム内で一番目立つモヒカンにし心機一転再起を図った。喧嘩するのなら「俺から狙え」という特攻隊長としての決意表明であり、髪型やその意思は2代目特攻隊長の丸川に引き継がれる。
岩室
初代湘爆メンバー。波頭高校所属。茂岡、山田の友人。田中、杉下、尾高と共ににワルの大物として有名で他チームの勧誘はシカトを通していた。
田中
初代湘爆メンバー。霧山工業所属。小野の友人。
杉下
初代湘爆メンバー。
尾高
　　初代湘爆メンバー、湘爆結成前から茂岡とは単車で張っていた、愛車はCB400F
若宮
　　初代湘爆メンバー（親衛隊）、無明出身で山田の友人。愛車はRG250。

### 地獄の軍団
権田 二毛作
声 - 屋良有作
地獄の軍団・二代目総長。園都成高校生徒会長兼ボクシング部の主将で校内ではかなりの人気者である。岸本葵という恋人がいる。
海岸線にその名を轟かすほどのツッパリであるが、生真面目でアイスクリーム屋「ダンバーディンアイス」でのバイトが趣味と意外な一面もあり、彼の青春はタイムカードで刻まれているともっぱらの噂である。
江口と出くわすといつも喧嘩になるが、お互いに一目置いており良きライバル関係である。湘爆を倒し湘南No.1チームに躍り出ることが悲願であるが、連戦連敗でNo.2チームに甘んじている。
上記の通り江口とのサシの勝負も連戦連敗だが、本気を出した場合の実力は拮抗している。初期は湘爆を策略で陥れようとしたりしたが、徐々にキャラクターも成長し、組織の面子をかけて一度だけ本気で戦ったタイマンでは決着がつかず引き分けた。
愛車はRZ350（初期型）だったが江口とのタイマンレースで大破し、必死になって稼いだバイト料でGPz400に買い換える。バルカンポマード愛用。
「そのたくさんが愛の中」でもゲスト出演しており、56歳になっているが外見・性格ともほぼ変わっていない。
瀬島 渉
声 - 大塚芳忠
地獄の軍団・副総長。常に「呪」と書かれたマスクをかけている。園都成高校の生徒では無いが、常に園都成高に来ていて権田の身の回りの世話をしている。総長の権田がワンマンであるため、理不尽な命令が多く苦労が絶えない。
小野寺トシユキ、香山猛、江藤都志子
声 - 曽我部和恭（小野寺）、沢木郁也（香山）、冨永みーな（江藤）
地獄の軍団の新入り。香山が小野寺の元恋人・江藤都志子にアプローチを仕掛けた際、やり方が男らしくないとその場に居た江口に叩きのめされる。その事を根に持った香山が江口に復讐を考える。いずれにしても都志子はトシユキと香山が、トシユキと別れた後香山が物に出来るかの賭けの対象でしか無かった。江口に助けて貰った都志子は江口の男気に惚れ、香山は都志子を諦めず、トシユキは高みの見物と言った状況になる。その後、都志子が江口に猛アタックを掛ける姿を見て「地獄の軍団の集会に参加した以上ライバルチームの頭にくっつこうとするのは筋が通らない」と考えたトシユキは香山と共に都志子を連れ出し、車で撥ね飛ばす脅しをかけて土下座させようとするが、通りかかった石川に見咎められる。
格好をつけようとした香山がケンカを売ったことで石川に半殺しにされ、これを助けようとしたトシユキは石川を撥ねて香山と共に逃亡。進退窮まった二人は瀬島を通じて自分たちに都合よく改変した事情を権田に説明するが、その結果両グループは全面衝突寸前まで陥ることになる。
最終的には江口と権田のタイマンで決着をつけることになるが、権田はこの直前に都志子からすべての事情を聴いており、水入りに終わった後トシユキも香山も権田の鉄拳制裁を受けている。都志子はツッパリをやめ、江口への想いを振り切るとともに別の男子と交際を始めている。
坂上
地獄の軍団メンバー。中学時代は番を張っており、その時の異名は三年殺しの坂上。喧嘩した相手には何ヶ月かかろうが必ずワビをいれさせていたらしい。幹部昇進を希望していたが、権田と江口のじゃれ合いに巻き込まれて怪我を負い、権田にへばりつくと命がいくつあっても足りないと悟り自ら辞退した。
釘崎（ＯＢ）
前身の地獄の番人〜地獄の軍団初代総長。ケンカチームの名門の総長であるが、初代湘爆結成式で茂岡に、2代目湘爆初期に江口にチョーパン1発で沈められ、湘爆の後塵を拝し第2勢力に転落する事となったが石川をワンパンでふっ飛ばすなど決して弱い訳ではない。大の赤星（湘爆）嫌いであり、引退後も度々チームを訪れ説教と気合入れを行い団員から煙たがられている。

### 横須賀ハッスルジェット
真紫 準
声 - 銀河万丈
ハッスルジェットリーダー。学年は江口らの一つ上。工員生活をしながら夜学に通っていた。バイクの腕前では江口と肩を並べている。Z2が愛車。江口と同タイプの人間で一目で意気投合するも地獄の軍団の仕掛けた陰謀で湘爆と敵対関係に入る。しかし権田の謝罪を受け誤解は解けるものの「けじめ」として江口と横浜港まで街道レースを行い、友情を分かち合った後、アメリカに旅立つ。
雅 燿子
声 - 戸田恵子
ハッスルジェットレディースのリーダーで真紫の恋人。夢を追いアメリカへ旅立った真紫の帰りを待つ。

### その他のキャラクター
桃山 勘吉
声 - 戸谷公次
交通機動隊に所属する警官。暴走族が大嫌い。初期はほとんどサイボーグだったが、途中からマトモな人間になっている。通称「モモカン」「鬼の桃山」。マコの父親。マコを引退させるため、泣く泣く江口の2代目襲名の後見人になった。
石川 杏奈
声 - 丹下桜
石川晃の妹、兄の晃が中学時代荒れていて、不遇な少女時代を過ごした様だが、湘爆参加後明るくなった兄との関係は良好の様である。兄の交際相手の三好民子も慕っており、二人の関係を作文に書こうとする。ボーイフレンドの山本卓がいる。
山田 砂知子（旧姓 白石）
声 - 萩森侚子
赤潮中学～海浜女子学園卒業、学生時代は桃山マコの2つ上の先輩で山田和夫と駆け落ちして同棲、後に結婚。スピンオフの「湘南グラフィティ」では高校卒業後に北海道の大学に進学し山田和夫と北海道にいた模様。夏休みに一時帰郷し権田と共に「ダンバーディンアイス」でバイトをしていた。
江口 啓助
声 - 田中亮一（第4,10作）、池田秀一（第9作）
江口洋助の兄。ごく普通のサラリーマンだが喧嘩が強く、洋助はいつも泣かされている。無敵の洋介が全く歯が立たない所から劇中最強と思われる。
腹を空かせた洋助がメンバーを引き連れ家に帰ってきた際は、寿司の出前を取ってやるなど優しい一面もある。しかし自分から「ネタ古くても良いから」と言っていたため、洋助を除き全員腹を壊し彼は会社を休んだ。友人を迎えに行く際洋助のGSを勝手に乗り回す、会社に遅刻しそうになりGSのタンクからガソリンを盗みパッソルに入れ替える、兄弟分の饅頭を一人で食べてしまう等の傍若無人さは洋助と変わらない。学生時代は源さんを自転車二人乗りの運転させていた。釣り・アレンジボールが趣味。
岸本 葵
声 - 伊藤智恵理
権田の彼女。権田と同じ園都成高校に通学。江口は彼女を初めて見た時、少し惹かれた描写がある。権田一途の彼女だが、以前大学生と交際しており失恋した事が権田との付き合うきっかけとなった。
聖二
声 - 古谷徹
湘南海岸に数年に一度来る「ビッグスウェル」に挑む熱血サーファー。前回のビッグスウェルのチャレンジは失敗した。その恐怖を思い出して足がすくむ聖二を尻目にチャレンジする江口を追い、共に電信柱を超える波に挑む。結果、聖二は成功、江口はボードが割れてパーリングしてしまい、心中で「人生最大の恐怖だった」と回顧する。絵美子は恋人。夏場の波乗りは混むので普段は早朝にしかやらない。
絵美子
声 - 堀江美都子
聖二の彼女。青臭い聖二に惚れている。江口とは中学時代の同級生。
七瀬 かなえ
声 - 冨永みーな
原沢曰く「朝顔の君」。桜井が3年の夏休みに家の新聞勧誘のバイト先の花屋で出会った海浜女子学園3年生。角刈りの剃り以外見た目がツッパリに見えない桜井を、かなえはバイク好きの好青年と思っていた。新聞勧誘に失敗した桜井を励ますため、朝顔のしおりをプレゼント。それ以来足繁く朝顔を買いに来る桜井にかなえも恋心を抱く。しかし、かなえは大の暴走族嫌いであり（叔母が暴走族の騒音で体調を崩したのが理由）、桜井の正体に気付くと悩み始める。湘爆を辞めて普通の人になってくれれば桜井の彼女になっても良いと懇願するも、桜井は現在の自分は湘爆以外考えられないと相思相愛ながら悲恋を迎える。
野々村 渚
原沢の初恋の相手、家の修理で訪れた原沢と意気投合しデートを重ねていたが、親の転勤で引っ越しをした。黙って引っ越しすることを選んだ彼女だったが、引っ越し先へ移動中の車窓で思わぬ形で原沢の告白を受け涙を流した。
凸凹コンビ
街のチンピラ。学生かどうかは不明。丸川のKHのシートに噛んでいたガムを擦り付けた上に、江口のGSを持ち主の正体を知らずに盗む。持ち主が江口と知り、彼の武勇伝に恐れ慄いた末、GSをピカピカに整備・補給してこっそり返却したが、江口以外のメンバーにはバレた模様。
源 政志
サーフショップ「サーフパラダイス」の店長。「源の字」「源さん」と呼ばれる。江口啓助と同級生だった。江口にサーフィンを教えた人物。
清水
江口の中学時代の友人。中学卒業後、親の仕事の都合で引っ越しをするも、3年になり地元に戻る。園都成高校に転学した際、バイクの免許を取るためバイトしていた話を権田に聞かれ、江口とのタイマンレースで大破したRZを売りつけられそうになり江口に助けを求める。また凸凹コンビと帰郷早々喧嘩をしてしまうが、こちらの助っ人も江口に頼る。彼の知る中学時代の真面目な江口と、現在の江口の違いは湘爆メンバー含め微妙な空気を醸し出した。
長内 武男
声 - 石塚運昇
丸川の中学時代の同級生で現在は川崎市に住む。喘息持ちのため一年留年している。その為空手を習い始め二段の腕前。波頭高校の空手部主将を務める。義侠心から魔路苦淋に絡まれたカップルを救うが、後日仕返しを受け湘爆の名を騙るも人数に負ける。湘爆を騙った事を謝罪された丸川は気に留めなかったが、再度木刀片手に一人で仕返しを企てるが魔路苦淋に返り討ちに遭う。それを知った丸川は……。
サマンサ
声 - 遠藤みやこ
アメリカ人の少女。両親が結婚記念日に日本へ招待された際に共に来日。言葉も通じず一人きりで退屈な日々を過ごしていた時、湘爆の2代目リーダーになったばかりの江口と出会い一緒に行動する。ほんの数日だったが、江口と過ごした日本での日々は彼女にとってかけがえのない大切な思い出となっている。アメリカに戻り結婚し夫婦で牧場を営んでいる。お別れの際に貰った江口のＧＳのチェーンの切れ端と日本で覚えた「つっぱらかる」という言葉を支えに生活をしている。牧場には夢半ばの真紫が2度訪れた。江口のことは「洋介」が聞き取りづらかったのか「ヨケス」と呼んでいる。
J
本名純一。短い登場シーンながらも読者に与えたインパクトは大きい。ハコスカのGTRを売ったお金でCBRを買ったリッチなライダー。ナーバスなマシーンを乗りこなすテクを持つ。また波乗りの腕も本人曰く「チューブくぐりのJ」と言えば湘南のサーファーで知らぬ者は居ない程で、サーフィンのパドリングで鍛えた腕力で喧嘩にも強いと豪語している。

## 登場グループ
湘南爆走族
正式名称「PURPLE HIGHWAY OF ANGELS 湘南爆走族」
湘南にその名を轟かす「走り専門」を看板に掲げる最速最強のチーム。初代リーダーは桃山マコ。「湘爆」と略されることが多い。茂岡義重が中心になり集めたグループ5人を母体に、桃山マコと横浜の「無明」、更に湘南近辺で一目置かれ他の暴走族から入団を誘われても無視していた程の猛者達も参加し結成した。単車27台。シンボルマークの赤い星は茂岡とマコが公道レース直後、夜空に輝いていた星がモチーフである。
結成当時の時代背景として単車のチームは暴力全盛を極めている中、喧嘩で名を上げた猛者達が暴力では無く、女リーダーの下「走り専門」の看板を掲げるというかなり異色の存在である。なお、結成当初茂岡は純粋に仲間同士でツーリングするバイク同好会のようなものを作ろうとしていたが、集まった面々が不良達から一目置かれる猛者達という事もあり、結果的に単なるバイクチームに留まらず湘南周辺で恐れられる最強の暴走族として認識される事になる。桃山マコが短大進学を前にして江口洋助に2代目を引き継いだが、マコの容姿にもバイクテクニックにも惚れていた初代メンバーは高校卒業と同時に引退する。
その経緯から江口洋助独りで始まった新生「湘爆」の構成メンバーは、後に心酔した湘南地区の中学校の元番格達である。メンバーは5人で単車は4台と少ないが、初代に引き続き湘南で第1勢力を誇り、初代にも勝るとも劣らない。全員が波打際高校の生徒ということもあり、波高の同世代の生徒たちからは守り神と認識されている。二代目も成り行きは違うが先代同様、高校卒業と同時に引退する。
『湘爆だー! 当たると痛ぇぞー!!』というセリフと、同じコマ内に大きく強調される一つ星が象徴的で、初代から2代目にかけて作中で幾度となく使用されている。走りがメインのチームで自分達から喧嘩を売ることはほとんど無いが、いざ勝負事になったらバイクでも喧嘩でも負けることはないというシンプルながら絶対の自信を表した一言。初代では茂岡、2代目では原沢やアキラなど、リーダー以外のメンバーが主に発する。
最終回にシルエットで三代目リーダーらしき人物が登場しているが、構成メンバーなどは不明。
地獄の番人
初代湘爆時代の総長は釘崎、暴力全盛の時代に暴力でのし上がって来たケンカチームの名門中の名門であったが、初代湘爆結成以降、湘爆の後塵を拝する。地獄の軍団へ改名。

地獄の軍団
前身は「地獄の番人」。前身同様ケンカチームの名門中の名門であり湘南の第2勢力。
初代総長は釘崎、初代湘爆結成当初から目の上のタンコブである大の赤星（湘爆）嫌いである。
2代目総長は権田二毛作。
非故烈斗（ピコレット）
作中初期に度々登場する湘南の暴走族だが、江口洋助や権田二毛作にやられっ放し。作品前期も地獄の軍団の対抗チーム。湘爆目線の本作ではかませ犬ポジションでしかないが、一般人目線のスピンオフ「湘南グラフィティ」では、喧嘩したら相手を半殺しにしてもやめないのを看板にしており、「全殺しの非故烈斗」と恐れられている。
参保悪流（サンポール）
作中初期に度々登場する湘南の暴走族だが、非故烈斗と同じく江口洋助や権田二毛作にやられっ放し。非故烈斗と敵対している、一般人目線のスピンオフ「湘南グラフィティ」では、喧嘩の火種を撒かれたら数日後には必ず血の花を相手に咲かせる「暴力花壇」の異名で恐れられている。
壱軸冠蝶（いちじくかんちょう）
作中後期に度々登場する湘南の暴走族。初代湘爆が解散しメンバーが江口が一人になった時に襲撃したり、権田のボクサー復帰の際に殴り込みをかけたりと、汚い手を使いながらも、湘南のチームでは、湘爆や地獄に本気で攻撃をしかけているのはこのチームのみである。
権田二毛作が事故を起こして入院した時、「壱軸新聞」なるものを作って町中に貼って回り、権田が入院したことを広めたりするなど、同じケンカチームゆえか湘爆よりも地獄を狙っている様な描写も見受けられる。
2輪専門の部隊2特隊が存在する。
斜輪乱（シャワラン）
湘南の暴走族。他の暴走族に比べ規模も小さく、江口や権田に対して敬語で挨拶するなど、存在感は薄い。
ハッスルジェット
横須賀の暴走族。真紫準によって結成されたチーム、そのリーダーシップによって急成長をとげた。二輪180台、四輪20台の大所帯で地獄の軍団も一目を置いていた。
湘南から見て東の要であり、東からの勢力を食い止めるような位置付けだったが、総長がアメリカに旅立ったことで解散。チーム内にレディスも存在し、総長と恋仲の雅ヨーコが頭を張っていた。
武羅帝卑異流（ブラディヒール）
横浜の暴走族。南雲光男総長の時代は、お互い走りを看板にした横須賀のハッスルジェットと好敵手であり友好チーム。
「マシン」を重視する南雲は、「仲間」を重視する真紫と追い求めるものは違うが親友同士であった。
全日本選手権ノービス級に出場しクラッシュをした南雲はチームから姿を消し、残された恋仲の立花紅子が後を継ぐ。
南雲の復帰を夢見た彼女は、彼の夢であった理想郷「南部連合」設立を目指した。
副総長である火影彫二の暴走により「ケンカチーム」と変貌を遂げたヒールは、喧嘩では手段を選ばぬ残虐な姿勢と人海戦術で、湘南の暴走族を次々と連覇、地獄の軍団までも潰し、湘南の統一＝南部連合結成まであと一歩と迫ったが、湘爆に叩きのめされ解散した。
魔路苦淋（マジックリン）
川崎の暴走族。新参のケンカチームで、悪名は売れ始めていたが、湘爆の丸川の親友「長内」との揉め事が彼の逆鱗に触れ、丸川&原沢&桜井のトリオに叩き潰された。
無明（むみょう）
横浜の暴走族。リーダーは小野郡司、所帯は小さいながらも根性の入ったチームであり、有名になりかけていたが、桃山マコに心底惚れた彼らは、チーム丸ごと初代湘爆に参加し親衛隊になった、横浜在住のため湘南へは通い組である。
魔魔礼悶（ママレモン）※「魔」ではなく广（まだれ）にカタカナのマを用いる略字
横浜の暴走族。無明の友好チームで、初代湘爆結成時にお祝いに駆けつける。

## 出版コミックス
下記以外にも廉価版が複数出版されている。　
- オリジナル版(全16巻) 最初に出版された版であるが、愛蔵版以降の出版でカットされたエピソードが収録されている。
- 別巻(全1巻) 二代目結成前のエピソード等、スピンオフ的な作品を収録した短編集。
- 愛蔵版(全9巻) 全表紙書き下ろし及びハードカバー化。いくつかのエピソードにアングル変更などの修正あり。いくつかのエピソードをカット。
- 完全版(全14巻) 全表紙書き下ろし。愛蔵版をベースに、カラーページの復活。14巻は「荒くれKNIGHTマガジン」「モーニング」に書き下ろし掲載された新エピソード計10話を収録。
- フルカラーフィルムコミック(既刊7巻) OVAをコミカライズしたもの。電子書籍のみの出版。
- 電子書籍版(全16巻) 完全版をベースに電子書籍化されたもの。

## コラボ企画
- 全国のアウトローを仲間にして日本一の不良を目指す王道のRPG「喧嘩道」とのコラボイベントされた。[8]
- 湘南乃風が20周年記念として、湘南乃風とコラボグッズがネットで販売。[9]

## OVA
1986年9月10日に発売したOVA第一作「湘南爆走族-残された走り屋たち-」は、1本12800円にもかかわらず、25000本売れた。この種（50分アニメ）のビデオは通常1本9800円程度で、3000本出ればヒットといわれていたため、異例の特大ヒットであった。
2022年9月14日に全6巻のBlu‐rayコレクションが発売。これを記念してYouTubeの東映ビデオ公式アカウントにて同年6月28日から9月13日にかけて、全12話が期間限定で無料配信されていた。

### 作品
1. 「湘南爆走族-残された走り屋たち-」（1986年製作）主題歌：湘南爆走族（翔）
2. 「湘南爆走族II 1/5 LONELY NIGHT」（1987年製作）主題歌：Let's Go Nice 騎士（翔）
3. 「湘南爆走族III 10オンスの絆」（1987年製作）主題歌：BLACKBOARD JUNGLE（HOUND DOG）
4. 「湘南爆走族4 ハリケーン・ライダーズ」（1988年製作）主題歌：BOYS OF ETERNITY (永遠の少年達)（杉山清貴）
5. 「湘南爆走族5 青ざめた暁」（1989年製作）主題歌：DREAMER AND SCREAMER（LOUDNESS）
6. 「湘南爆走族6 GT380ヒストリー」（1990年製作）オープニング主題歌：アーア湘南（江口洋介）、エンディング主題歌：モノローグ（杉山清貴）
7. 「湘南爆走族7 スポ根マッド・スペシャル」（1991年製作）オープニング主題歌：BOO-HOO LIKE A MONKEY（弾丸BADS）、エンディング主題歌：BLUE（田中律子）
8. 「湘南爆走族8 赤い星の伝説」（1992年製作）主題歌：腕の中の永遠（Mana）
9. 「湘南爆走族9 俺とお前のGOOD LUCK!」（1993年製作）主題歌：虹の彼方へ（Mr.Children）
10. 「湘南爆走族10 FROM SAMANTHA」（1995年製作）主題歌：素直がいいよね（JUNCA）
11. 「湘南爆走族11 喧嘩の花咲く修学旅行」（1996年製作）主題歌：CHANGE（小林清美）
12. 「湘南爆走族12 完結篇 桜吹雪の卒業式」（1999年製作）主題歌：Seed Of Future（杉山清貴）

### スタッフ
（出典：）
- 原作・キャラクターデザイン - 吉田聡
- 監督 - 西沢信孝（1-10）[14]、佐々木憲世（11,12）
- 脚本 - 西沢信孝 （1,2,4）、長希星（1）、倉田研次 （3）、高橋尚子 （4）、清水東 （5,10-12）、隅沢克之 （6-9）
- 作画監督 - 西城隆詞（1-5,7,8,12）[15]、八島善孝（6,9,10）、加々美高浩（8）、馬越嘉彦（10）、奥野浩行（12）
- 美術監督 - 坂本信人（1-6）、上田三輪子（7）、行信三（8-12）
- 音楽 - 窪田晴男 （1）、平井光一 （2-6,10-12）、白井良明 （7,8）、椎名和夫 （9）
- 制作協力 - 東映動画

## 実写映画
1987年、東映作品。江口洋介の映画初主演、織田裕二・清水美砂のデビュー作であることから、お宝映画としても有名。

### 概要
東映動画がOVAを制作していたため、この関係から東映で実写化が決まった。映画公開直前まで原作が800万部、OVAが3万2000本売り上げていた。

### あらすじ
髪を紫色のリーゼントにキメた江口洋助は、波打際高校でプロ級の手芸テクニックを持つ手芸部部長であると同時に、バイクに乗せたら関東一の湘南爆走族二代目リーダーでもあった。ある日、横浜を縄張りとする“横浜御伽”が湘南進出を目論み、他グループの制圧に乗り出した。そして、湘爆にも挑戦が叩き付けられ。

### ツッパリ三連打トリ
1987年春に"ツッパリ三連打"『スケバン刑事』『ビー・バップ・ハイスクール 高校与太郎行進曲』のトリとして全国劇場公開された。「ビー・バップ・ハイスクールシリーズ」と両方に出演するのは森一馬と殺陣剛太。　

### キャスト
- 江口洋助（二代目リーダー） - 江口洋介[20]
- 石川晃（親衛隊長） - 織田裕二
- 丸川角児（特攻隊長） - 村沢寿彦
- 原沢良美（リーダー補佐） - 我王銀次
- 桜井信二（その他） - 佐藤健[35]

波打際高校手芸部
- 津山よし子（副部長） - 清水美砂
- 三好民子（部員） - 杉浦幸

湘爆OB
- 桃山マコ - 杉本彩
- 茂岡義重 - 須藤正裕

地獄の軍団
- 権田二毛作（総長） - 翔
- 瀬島渉 - 佐久間哲
- 小沢一義
- 宮田州
- 渥美博
- 渡辺航

横浜御伽（おとぎ）
- 城崎挺士（リーダー） - 竹内力
- 神林拳士 - 森一馬
- 前原 - 殺陣剛太
- 安藤麗二
- 小沼宏之
- 帯金伸行
- 三浦 - SEIGO
- 城崎奈美（挺士の妹） - 加藤麻里

その他出演者
- 英語教師 - 阿藤海
- ガソリンスタンドの店員 - 新井康弘
- 桜井に付きまとうオヤジ - 梅津栄
- タコ焼き屋のオヤジ - 榎木兵衛
- 桜井の父 - 小鹿番
- 杏奈（石川晃の妹） - 湊広子
- 神奈川県警 パトカー乗務警官 - 国広富之（友情出演）
- 神奈川県警 パトカー乗務警官松川（助手席の狼） - 松崎しげる（友情出演）

### スタッフ
- 監督：山田大樹
- 企画：翁長孝雄、坂上順、佐藤和之
- 原作：吉田聡（少年KING連載 少年画報社刊）
- 脚本：山田大樹、和泉聖治
- 撮影：佐々木原保志
- 美術：大嶋修一
- 照明：渡辺三雄
- 録音：林鑛一
- 音楽：若草恵
  - 湘南爆走族 サウンドトラック（日本コロムビア）
- 編集：田中修
- チーフ助監督：井上文雄
- 音楽プロデューサー：嵐ヨシユキ、高桑忠男、石川光
- サウンド・トラック盤：日本コロムビア
- 記録：小林みどり
- 音響効果：原尚
- 音楽事務：新井明美
- 演技事務：酒井福夫
- ヘアー・メーク：アートメーク・トキ
- 衣裳：大久保富美雄
- 装置：杉本喜作
- 装飾：平井浩一
- 電飾：金田孝夫
- 背景：松下潔
- ファイティングコーディネーター：國井正廣
- 擬斗協力：オフィス國井&悪童児
- カー・スタント：武士レーシング・チーム
- 刺繍指導：山本一美
- 刺繍作品：糸と針の会
- コーチングディレクター：池田定幸
- 助監督：早川喜貴、井上隆、桜井宏明
- 撮影助手：藤石修、佐藤和人、相馬健司
- 撮影効果：多正行、笹原浩二(キー・グリップ)
- 美術助手：山崎秀満
- 照明助手：山岸清海、黒田紀彦、山崎隆、小野晃、青木浩
- 録音助手：人見章久、谷古隆
- 装飾助手：大庭信之、樋口浩、永野洋
- セット付：貫井健二
- 編集助手：中野博、橋場恵、椎名信明
- スチール：原田大三郎
- 進行係：一重和義、太田裕輝、石塚一之
- 宣伝：第四宣伝企画室
- 製作宣伝：石井薫
- 進行主任：竹山昌利
- 衣裳協力：SCENE、WARUGAKI-TAI、株式会社ニチワ
- 撮影協力：静岡県茶商工業協同組合連合会、谷口工業株式会社、テクノスジャパン「熱血硬派くにおくん」、湘南モノレール、ロッテリア、MITOHAMA BEACH Surf Side Village、ANGELA、SYLPHIDE CLUB、アミイ、東映美術センター、株式会社ナック
- 車輛協力：アスカロケリース、世田谷・第一自動車運送
- 現像：東映化学
- ドルビーステレオ技術協力：極東コンチネンタル株式会社、森幹生
- 企画協力：東映ビデオ
- 製作・配給：東映

### 使用曲
- 主題歌：桃太郎「湘南グラフィティ」（日本コロンビア）[27]
- 挿入歌：翔「ブン・ブン・ブン」（RVC）
- 挿入歌：織田裕二「Boom Boom Boom」（ワーナー・パイオニア）
織田裕二がバンド演奏をしながら歌ったテーマ曲。織田は高校時代にバンド経験があることから、歌手デビューも同時にすることになった[36][37]。この曲で『ミュージックステーション』に出演している（湘爆メンバーも応援に駆けつけた）[38]。
- 挿入歌：「So much in love」（編曲：若草恵）

### 製作経緯
本作プロデューサーの一人・坂上順は「オーディションを行う一年前に企画が上がった」と述べている。東映は1987年ゴールデンウィークのこの枠に当初、松方弘樹、勝新太郎、ビートたけしらの出演、監督・鷹森立一で『戦争と平和』という九州を舞台にした実録ヤクザ映画大作を製作準備していたが、1981年夏から道仁会と山口組系伊豆組の対立抗争が激化し、市民まで巻き込む無差別戦争になったことから、京都府警から岡田茂東映社長に圧力がかかり製作延期になった。『吉原炎上』を繰り上げする案もあったが繰り上げされず。"ヤング路線"として『スケバン刑事』『ビー・バップ・ハイスクール 高校与太郎行進曲』を並べ、それならビデオで人気を集めている『湘南爆走族』をつなげて"ツッパリ三連打"にしようとの案が出て、"ヤング路線"の最終作（トリ）として本作を公開した。岡田社長は「"三連打"は偶然の番組編成になったわけだけど、いまやファッションの根源は中学生が握っているんだよ」、「幼稚園、小学1～2年の層は『まんがまつり』その他で掴んできたし、アダルト映画（渡辺淳一作品など）はある程度のものを持っているんだが、その中間層を取るものがなく、これが東映の弱点だった。この手のものは東映独自ではなかなかやれなかったんだが、ヤングものを東映でも出来る、この体質になってきたというのは大きな成果だよ」などと話した。

### 脚本&監督
脚本クレジットに和泉聖治の名前があるのは、元々和泉が監督をやる予定だったからで、『シティロード』1987年2月号の「'87公開予定完全映画 邦画」の本作の紹介には「ビデオも大ヒット、吉田聡原作のアクション・マンガの劇映画化。脚本・一色伸幸、監督・和泉聖治」と書かれている。『戦争と平和』も製作予定として記載がある。このスタッフワークから見ても、東映もビーバップ同様にシリーズ化を目論んでいたことが伺える。和泉が書いた脚本第一稿がバイオレンス描写が強く、これに原作者の吉田聡がクレームを付け、その後紆余曲折あってチーフ助監でまだ30歳の山田大樹が監督に昇格した。東映としてもキャストも無名、監督も無名な冒険作になった。クランクインも出来るか出来ないか分からない状況であったという。ただ山田監督は「新人でもいいものを撮るぞ！」という熱い思いが役者にも伝わったという。

### キャスティング
『ビー・バップ・ハイスクール』同様、オーディションを開催。応募者全国で約1万人。主人公の江口洋助役には偶然本名が一字違いだった江口洋介が選ばれた。織田裕二は『湘南爆走族』のファンでオーディションの前に全巻読んでいて、血気盛んでケンカっ早い石川晃を気に入り「晃役だったらやりたい」とオーディションに参加した。石川晃役だけで7万人の応募があったが、最終オーディションで数人が残り、台本が渡され演技審査が行われた。この日、織田は漫画に出てくる石川そっくりに、髪を金と赤で染めたリーゼント姿で最終オーディションに挑んだ。またオーディション中に教習所に通い、中型免許を取得した。演技審査は江口と石川の役を、それぞれの応募者が演じる形式で行われたが、江口役を演じた男が、石川役を演じる織田をドツいてきて、織田がキレ相手をとっさにドツき返した。それが坂上順プロデューサーの目に留まり、石川役を勝ち取った。坂上は「『何が得意なの?』と聞いたら、お芝居のことも何も言わないで『ケンカだ』というから驚いた。そういうところも含めてぜひ使いたいと思ったんです」「スタッフ全員一致で決まりました」「江口君が女の子も納得するタイプだとしたら、織田君は男にモテるスターになれると思いました。女の子に通じるか僕には分からなかった。でも出てみたら女の子の支持も大きくてね。会社の営業部と宣伝部に顔見せしたときも、一番みんながいいなって言ったのは織田君だったんですよ」「僕らにとっては夢だった世界マーケットに通用する日本映画が織田君たちの世代にはできるんじゃないかと期待しています」などと述べている。織田は挿入歌として使われるシングル「Boom Boom Boom」（ワーナー・パイオニア）で歌手デビューも同時に果たした。『シティロード』1987年5月号には「江口、石川、丸川、原沢ら、原作のキャラクターに顔を似ている若い役者を揃えてぶっちぎる。こういう顔集めは東映ならではだよね。特に原沢役の我王銀次なんかソックリ。『魔女卵』の快演再び！」などと書かれている。
津山さん役には清水美砂が選ばれ、織田とともにスクリーンデビューを果たした。清水は当時、街を歩くとスカウトマンから声をかけられることが多く、変な事務所に入るんじゃないかと心配した母親が、知り合いだったサンミュージックの専務に相談し、それで会ったら、他の所属タレントはオーディション経由で事務所に入っていたため、『湘南爆走族』のヒロインオーディションを受けて、レッスン生として事務所に入り、それが俳優業の始まりという。また杉本彩の女優デビュー作でもある。杉本は撮影当時19歳。十代の映像作品はこれが唯一かもしれない。杉浦幸は、映画は初出演ながら既にテレビドラマ『ヤヌスの鏡』で人気があり、友情出演で1シーンだけ出演する『噂の刑事トミーとマツ』の名コンビ、松崎しげる、国広富之の次に出演者の中では横浜銀蝿の翔かどちらかが知名度が高かったものと見られる。モヒカン丸川角児役の村沢寿彦は「我王銀次さんと杉浦幸ちゃん以外はみんな無名だったと思う」と述べている。杉浦は忙しすぎて撮影当時のことは全然覚えていないと述べている。本作で共演した村沢とその後も付き合いが続き、2022年2月から二人でインターネットラジオを始めている。村沢は「やはり自分の役者人生の中で、一番強烈な経験をさせていただいたと思ってます。当時まだ21歳という”かけだし”の俳優（と呼ぶのもおこがましいい）若造が、東映の大本編のメインキャストですからね」などと述べている。竹内力も前年の『極道の妻たち』は三下役で出番も少なめだったが、本作では初めてガッツリワルを演じるが、江口や織田以上に甘いルックスに細身で敵対するボスには見えない。後にカオルちゃんになろうとは！このときは誰も想像できなかった。オーディションは難航し何度もあり、数か月を要したといわれる。村沢は「江口と織田の所属事務所の女社長がやり手でライバル意識が強くて凄いやり合っていた、二人はオーディションにも参加はしたが、実際は江口と織田の二人あっての企画だったのではないか」と証言している。我王銀次も和泉監督との関係で内定していたという。『映画秘宝』は「本作を再評価して欲しいのは我王銀次の存在。80年代後半の不良映画を支えた役者で、デカくて強くて何か面白い、32歳の若さで亡くなったことが本当に惜しまれる役者だった」と評している。村沢は本来なら我王さんが皆を引っ張っていく立場だったが、大人しい人で桜井信二（佐藤健）と酒をチビチビ飲んでいたという。佐藤も既にプロの役者で事務所から勧められオーディションに参加した。桜井役が最後まで決まらなかったという。

#### 撮影
撮影は1987年1月から行われた。ノーヘルやローリング族、映画館の上映の間にアイスクリームを売るアルバイト、テーブル筐体、罰として先生にバケツを持って廊下に立たされたり、黒板消しで頭をはたかれたり、崖の鎖で遊んだり、今日では見られない昭和最後の風俗描写を見ることができる。
清水美砂は後に"演技派"などと評価されるが、俳優デビューかつ、当時はまだ16歳で、高価なフィルムの時代に69回もNGを出し「今後、映画に呼ばれないだろうし、仕事もないだろうな」と思ったという。また江口洋介、織田裕二を始め、脇を固めた俳優はキャリアが豊富で芝居が上手く「いつか私もこうなりたいという気持ちで頑張りましたし、そのときの悔しい思いが、今後も俳優業を続けていきたいという強い思いに繋がっていきました。デビュー作が映画だったのもあって、今も私は映画の現場が大好きなんです」など述べている。
役者が湘南弁ともいわれる「だべ」「べ。」とどこの言葉か不明な「やんぴこんぴ」なる言葉を頻繁に話す。劇中、バイクは全て単車と表現されている。
江口洋助（江口洋介）と津山よし子（清水美砂）、石川晃（織田裕二）と三好民子（杉浦幸）がカップルで、デート中に不良に絡まれ、ケンカを嫌う彼女を振り切って相手をやっつける。夕陽の湘南海岸で彼女が泣く件がほとんど一緒で、何か他のパターンはないのかと思わせる。 
エンディングでは「横浜御伽（おとぎ）」のリーダー城崎挺士（竹内力）が、たった5人の湘爆相手に100人近い仲間か助っ人を集結させる。 

#### ロケ地
単車での走行シーンは、当時神奈川県警が暴走族の取締りを強化していた関係から撮影許可が降りず、静岡県下田市などで主に撮影。海岸近くの道路で単車で隊列を組んで走行するシーンの撮影は風が強く、困難を伴ったという。後半、江ノ島電鉄線鎌倉高校前駅の国道134号を単車で走行するシーンは原作者からの要望もあってゲリラ撮影を敢行した。権田二毛作（翔）入院する病院設定の建物も駅の上辺りにあった。茂岡義重（須藤正裕）が経営する「じえんとる麺」は三浦半島にセットを建てた。江口と津山さんが買物をするシーンは横浜中華街安楽園、廣新楼前付近。エンディングの乱闘が行われる倉庫は東京都立川市。

### 興行
総原価5億5000万円、目標配収6億円とした。同時上映は第1回東京国際映画祭で上映されたユン・ピョウ主演の香港映画『蜀山奇傅 天空の剣』で全国210館で封切られた。原作がすさまじい売れ方をしており、1986年9月発売のOVA第一作も大ヒットしていたため、本実写作品は大変な予告編を得ていたといえた。
同時期東宝は『いとしのエリー』／『タッチ3 君が通り過ぎたあとに -DON'T PASS ME BY-』、松竹は『Let's豪徳寺!』／『アイドルを探せ』とアイドル映画対決になった。"ツッパリ三連打"で合計配給収入20億円を目標とした。『スケバン刑事』7億円、『ビー・バップ・ハイスクール 高校与太郎行進曲』10億1000万円だったことから、大きくコケなければ目標達成とされたが、不入りで打ち切られた。OVA第二作は映画公開直前の1987年4月10日発売で、実写版は1本で終わったが、当初は連動する計画であった。
ただ、当時ビデオを含めた二次利用の売り上げが急激に伸び、劇場の興行収入の倍になったともいわれ、東映はビデオ部門が強く、他社よりもビデオがよく売れたため、興行成績だけでは評価しづらい部分もある。
この"ツッパリ三連打"とこの年夏公開を予定していた『シャコタン☆ブギ』と『名門!多古西応援団』の二本立ての成績を見て、ヤング路線を拡大し、1988年正月作品に『湘南爆走族2』『スケバン刑事2』『ビー・バップ・ハイスクール4』などを登場させる予定にしていたが、『湘南爆走族』だけ続編が作られることはなかった。

### ネット配信
2022年6月10日から同年同月17日まで、YouTubeの「toei Xstream theater」にて無料配信が行われた。その後同年11月19日21:00から同月26日23:59まで、同チャンネルのリニューアル版「東映シアターオンライン」にて無料配信が行われている。2025年7月8日から同年8月1日まで「東映シアターオンライン」にて期間限定リバイバル無料配信が行われている。

## オリジナルビデオ

### シリーズ一期
徳間ジャパンコミュニケーションズより、全2巻でリリース。
- 湘南爆走族 帰ってきた伝説の5人（1997年）
- 湘南爆走族2 熱闘!アルバイト大作戦（1998年）

キャスト
- 江口洋助 - 川井博之（1） → 萩野崇（2）
- 石川晃 - 末吉宏司
- 丸川角児 - 鼓太郎
- 原沢良美 - 外川貴博
- 桜井信二 - 根岸大介
- 権田二毛作 - 中倉健太郎
- 津山よし子 - 浜崎あゆみ（1）
- 三好民子 - 大嶺美香（1）

スタッフ
- 脚本 - 丸山正樹（1） 小松隆志（2）
- 監督 - 小松隆志

### シリーズ二期
カレス・コミュニケーションズより、神野太監督で全3巻でリリース。
- 湘南爆走族（2001年）
- 湘南爆走族2 俺とお前のGood Luck!（2001年）
- 湘南爆走族3 10オンスの絆（2002年）

キャスト
- 江口洋助 - 石川伸一郎
- 石川晃 - 木村剛（1、2） → 吉岡毅志（3）
- 丸川角児 - 横川康次（1） → 土平ドンペイ（2、3）
- 原沢良美 - ボブ鈴木
- 桜井信二 - 辰巳裕二（1） → 粟島瑞丸（2、3）
- 絵藤都志子 - 橋本愛
- 権田二毛作 - 岡崎礼
- 茂岡義重 - 小沢仁志（1、2）
- 津山よし子 - 浅田好未（1、2）→ 福井裕佳梨（3）
- 三好民子 - 西本はるか（1、2）
- 嶋田小枝 - 牛川とこ（2）

## パチンコ・パチスロ
2006年秋に大一商会よりパチンコ『CR湘南爆走族』がリリースされた。デジパチと羽根役物を併用したゲーム性が話題となったものの、後に一部スペックにて回転体の特定の位置でのベロ入賞を狙った攻略法が問題となり、撤去した店が続出した。
また、2007年秋には同じく大一商会よりパチスロ版の『湘南爆走族』もリリースされている。

## ソーシャルゲーム
2011年春にクルーズよりモバゲーにてソーシャルゲームがリリースされた。機種はフィーチャーフォン用だったが同年7月にはスマートフォンに対応した。